# لي دونج سو
لي دونج سو (3 يونيو 1994 بكوريا الجنوبية - ) هو لاعب كرة قدم كوري جنوبي في مركز الوسط. لعب مع جيجو يونايتد.

## روابط خارجية
- لي دونج سو على موقع دوري كوريا الجنوبية (الإنجليزية)
- لي دونج سو على موقع Soccerway.com (الإنجليزية)